# 27514 Markov
27514 Markov (2000 HM3) là một tiểu hành tinh vành đai chính được phát hiện ngày 26 tháng 4 năm 2000 bởi P. G. Comba ở Prescott.